# Carlo Bernardini
Pour les articles homonymes, voir Bernardini.
Carlo Bernardini, né le 22 avril 1930 à Lecce et mort le 21 juin 2018 à Rome, est un physicien, écrivain et homme politique italien.

## Biographie
Diplômé en physique de l'université La Sapienza à Rome, il travaille à l'Istituto nazionale di fisica nucleare (INFN), à Frascati, au début des années 1960 et collabore au projet de création du synchrotron, sous la direction de Bruno Touschek. 
Titulaire de la chaire de physique générale à l'université de Naples - Frédéric-II (1969-1971), il enseigne ensuite les modèles et méthodes mathématiques de la physique à La Sapienza.
De 1976 à 1979, il siège au Sénat pour le Parti communiste. À la suite de cette expérience politique, il s'exprime régulièrement sur des sujets de société, que ce soit dans les journaux ou dans des livres, et contribue à vulgariser la science, notamment en dirigeant les revues Sapere et Riforma della scuola,.

## Publications

### En italien
Sélection d'œuvres non spécialisées :
- Idee per il governo. La ricerca scientifica, 1995
- La fisica nella cultura italiana del Novecento, 1999
- Contare e raccontare. Dialogo sulle due culture, 2003 (avec Tullio De Mauro)
- Fisici italiani del tempo presente: storie di vita e di pensiero, 2003 (avec Luisa Bonolis)
- Le idee geniali. Brevi storie di scienziati eccellenti, 2005 (avec Silvia Tamburini)
- Che cos'è una legge fisica, 2006
- Fisica vissuta, 2006
- Prima lezione di fisica, 2007
- Il cervello del paese. Che cosa è o dovrebbe essere l'Università, 2008
- Incubi diurni. Essere scienziati e laici, nonostante tutto, 2010
- La probabilità fa al caso nostro. Le leggi del caso, 2014 (avec Silvia Tamburini)